# Deqing, Zhaoqing
Deqing, även romaniserat Takhing, är ett härad i staden Zhaoqing på prefekturnivå i provinsen Guangdong i sydöstra Kina.
Deqing är indelat i ett stadsdelsdistrikt och tolv köpingar.
Stadsdelsdistrikt (jiedao):

- Decheng (德城街道)

Köpingar (zhen):

- Bozhi (播植镇)
- Fengcun (凤村镇)
- Gaoliang (高良镇)
- Guanxu (官圩镇)
- Huilong (回龙镇)
- Jiushi (九市镇)
- Maxu (马圩镇)
- Mocun (莫村镇)
- Wulong (武垄镇)
- Xinxu (新圩镇)
- Yongfeng (永丰镇)
- Yuecheng (悦城镇)